# تاباكولو أحمر البطن
تاباكولو أحمر البطن (الاسم العلمي: Scytalopus femoralis) (بالإنجليزية: Rufous-vented Tapaculo)‏ هو نوع من الطيور يتبع جنس التاباكولو من فصيلة التاباكولات.